# Голиков, Анатолий Станиславович
Анато́лий Станисла́вович Го́ликов (16 августа 1978, Тольятти) — российский гребец-байдарочник, выступал за сборную России в первой половине 2000-х годов. Бронзовый призёр чемпионата Европы, участник мировых первенств, этапов Кубка мира, многократный призёр национальных и молодёжных регат. На соревнованиях представлял Самарскую область, мастер спорта международного класса. Также известен как гребец на лодках класса «дракон».

## Биография
Анатолий Голиков родился 16 августа 1978 года в Тольятти, Самарская область. Учился в средней общеобразовательной школе № 33. Активно заниматься греблей на байдарке начал в раннем детстве, проходил подготовку в самарской областной школе высшего спортивного мастерства № 1. Первого серьёзного успеха добился в 2001 году, выиграв серебряную и бронзовую медали на чемпионате России в Энгельсе, в двойке с Виталием Ганькиным на пятистах и двухстах метрах соответственно.
На международном уровне Голиков впервые заявил о себе в сезоне 2004 года, когда попал в основной состав российской национальной сборной и благодаря череде удачных выступлений удостоился права защищать честь страны на чемпионате Европы в польской Познани. С четырёхместным экипажем, куда также вошли гребцы Роман Зарубин, Александр Иваник и Олег Чертов, выиграл бронзовую медаль в гонке на двести метров. За выдающиеся спортивные достижения удостоен почётного звания «Мастер спорта России международного класса».
После завершения карьеры в гребле на байдарках в 2005 году Голиков решил попробовать себя в гребле на лодках класса «дракон» и здесь тоже добился высокого результата — пять раз выигрывал гонки чемпионатов мира, дважды побеждал на Всемирных играх по неолимпийским видам спорта. Впоследствии неоднократно участвовал в ветеранских регатах по гребле на байдарках и каноэ.
Имеет высшее образование, окончил Тольяттинский государственный университет.